# Aname (genre)
Genre
Synonymes
- Dekana Hogg, 1902
- Dolichosternum Rainbow & Pulleine, 1918
- Sungenia Rainbow & Pulleine, 1918

Aname est un genre d'araignées mygalomorphes de la famille des Anamidae.

## Distribution
Les espèces de ce genre sont endémiques d'Australie.

## Liste des espèces
Selon World Spider Catalog (version 26, 23/07/2025) :
- Aname albicula Wilson, Harvey, Simmons & Rix, 2025
- Aname ammolithica Wilson, Harvey, Simmons & Rix, 2025
- Aname aragog Harvey, Framenau, Wojcieszek, Rix & Harvey, 2012
- Aname atra (Strand, 1913)
- Aname attenuata (Rainbow & Pulleine, 1918)
- Aname aurantella Wilson, Harvey, Simmons & Rix, 2025
- Aname aurea Rainbow & Pulleine, 1918
- Aname aurensis Wilson, Harvey, Simmons & Rix, 2025
- Aname baileyorum Castalanelli, Framenau, Huey, Hillyer & Harvey, 2020
- Aname barakula Wilson, Harvey, Simmons & Rix, 2025
- Aname barrema Raven, 1985
- Aname bifaceta Wilson, Harvey, Simmons & Rix, 2025
- Aname blackdownensis Raven, 1985
- Aname boreovillosa Wilson, Harvey, Simmons & Rix, 2025
- Aname braemar Wilson, Harvey, Simmons & Rix, 2025
- Aname briggsi Wilson, Harvey, Simmons & Rix, 2025
- Aname broadwater Wilson, Harvey, Simmons & Rix, 2025
- Aname calida Wilson, Harvey, Simmons & Rix, 2025
- Aname callitra Wilson, Harvey, Simmons & Rix, 2025
- Aname camara Raven, 1985
- Aname carina Raven, 1985
- Aname cassowariensis Wilson, Harvey, Simmons & Rix, 2025
- Aname coenosa Rainbow & Pulleine, 1918
- Aname comosa Rainbow & Pulleine, 1918
- Aname consuelo Wilson, Harvey, Simmons & Rix, 2025
- Aname convoluta Wilson, Harvey, Simmons & Rix, 2025
- Aname corundaria Wilson, Harvey, Simmons & Rix, 2025
- Aname cudmore Wilson, Harvey, Simmons & Rix, 2025
- Aname dingo Wilson, Harvey, Simmons & Rix, 2025
- Aname distincta (Rainbow, 1914)
- Aname distorta Wilson, Harvey, Simmons & Rix, 2025
- Aname diversicolor (Hogg, 1902)
- Aname eddieorum Wilson, Harvey, Simmons & Rix, 2025
- Aname elegans Harvey, Wilson & Rix, 2022
- Aname ellenae Harvey, Framenau, Wojcieszek, Rix & Harvey, 2012
- Aname ethabuka Wilson, Harvey, Simmons & Rix, 2025
- Aname exulans Harvey & Huey, 2020
- Aname ferruginea Wilson, Harvey, Simmons & Rix, 2025
- Aname flexicaudula Wilson, Harvey, Simmons & Rix, 2025
- Aname fossoria Wilson, Harvey, Simmons & Rix, 2025
- Aname frostorum Castalanelli, Framenau, Huey, Hillyer & Harvey, 2020
- Aname fuscochelicera Wilson, Harvey, Simmons & Rix, 2025
- Aname fuscocincta Rainbow & Pulleine, 1918
- Aname gilbertensis Wilson, Harvey, Simmons & Rix, 2025
- Aname giraulti (Rainbow, 1914)
- Aname grandis Rainbow & Pulleine, 1918
- Aname grothi Castalanelli, Framenau, Huey, Hillyer & Harvey, 2020
- Aname harmoniosa Wilson, Harvey, Simmons & Rix, 2025
- Aname hetaera Urso, Harvey, Rix & Wilson, 2025
- Aname hirsuta Rainbow & Pulleine, 1918
- Aname hughenden Wilson, Harvey, Simmons & Rix, 2025
- Aname humptydoo Raven, 1985
- Aname inglewood Wilson, Harvey, Simmons & Rix, 2025
- Aname inimica Raven, 1985
- Aname insolita Wilson, Harvey, Simmons & Rix, 2025
- Aname intermedia Wilson, Harvey, Simmons & Rix, 2025
- Aname kirrama Raven, 1984
- Aname lambkinae Wilson, Harvey, Simmons & Rix, 2025
- Aname lawrenceae Wilson, Harvey, Simmons & Rix, 2025
- Aname lillianae Harvey & Huey, 2020
- Aname litoralis Wilson, Harvey, Simmons & Rix, 2025
- Aname longitheca Raven, 1985
- Aname lorica Castalanelli, Framenau, Huey, Hillyer & Harvey, 2020
- Aname maculata (Rainbow & Pulleine, 1918)
- Aname magnifica Wilson, Harvey, Simmons & Rix, 2025
- Aname mainae Raven, 2000
- Aname marae Harvey, Framenau, Wojcieszek, Rix & Harvey, 2012
- Aname mariala Wilson, Harvey, Simmons & Rix, 2025
- Aname mcalpinei Castalanelli, Framenau, Huey, Hillyer & Harvey, 2020
- Aname mccleeryorum Harvey & Huey, 2020
- Aname mellosa Harvey, Framenau, Wojcieszek, Rix & Harvey, 2012
- Aname mulgana Wilson, Harvey, Simmons & Rix, 2025
- Aname munyardae Castalanelli, Framenau, Huey, Hillyer & Harvey, 2020
- Aname namoi Wilson, Harvey, Simmons & Rix, 2025
- Aname nigrochelicera Wilson, Harvey, Simmons & Rix, 2025
- Aname nigrotarsa Wilson, Harvey, Simmons & Rix, 2025
- Aname ningaloo Wilson, Rix & Harvey, 2023
- Aname nitidimarina Castalanelli, Framenau, Huey, Hillyer & Harvey, 2020
- Aname occivillosa Wilson, Harvey, Simmons & Rix, 2025
- Aname olkola Wilson, Harvey, Simmons & Rix, 2025
- Aname pallida L. Koch, 1873
- Aname phillipae Harvey & Huey, 2020
- Aname platensis Wilson, Harvey, Simmons & Rix, 2025
- Aname platypus (L. Koch, 1875)
- Aname pulchella Harvey, Wilson & Rix, 2022
- Aname pyroensis Wilson, Harvey, Simmons & Rix, 2025
- Aname robertsorum Raven, 1985
- Aname rubrochelicera Wilson, Harvey, Simmons & Rix, 2025
- Aname rupicola Wilson, Harvey, Simmons & Rix, 2025
- Aname salina Wilson, Rix & Harvey, 2023
- Aname savannella Wilson, Harvey, Simmons & Rix, 2025
- Aname savannensis Wilson, Harvey, Simmons & Rix, 2025
- Aname scutitheca Wilson, Harvey, Simmons & Rix, 2025
- Aname serpentina Wilson, Harvey, Simmons & Rix, 2025
- Aname simoneae Harvey & Huey, 2020
- Aname sinuata Castalanelli, Framenau, Huey, Hillyer & Harvey, 2020
- Aname tasmanica Hogg, 1902
- Aname tatarnici Wilson, Rix & Harvey, 2023
- Aname tenuipes Wilson, Rix & Harvey, 2023
- Aname tigrina Raven, 1985
- Aname tropicana Wilson, Harvey, Simmons & Rix, 2025
- Aname truncata Wilson, Harvey, Simmons & Rix, 2025
- Aname vernonorum Castalanelli, Framenau, Huey, Hillyer & Harvey, 2020
- Aname vigilata Wilson, Harvey, Simmons & Rix, 2025
- Aname villosa Rainbow & Pulleine, 1918
- Aname viridiensis Wilson, Harvey, Simmons & Rix, 2025
- Aname warialda Raven, 1985
- Aname warrego Wilson, Harvey, Simmons & Rix, 2025
- Aname watsoni Castalanelli, Framenau, Huey, Hillyer & Harvey, 2020
- Aname whitei Castalanelli, Framenau, Huey, Hillyer & Harvey, 2020
- Aname wongalara Wilson, Rix & Harvey, 2023

## Systématique et taxinomie
Ce genre a été décrit par L. Koch en 1873. Il est placé dans les Nemesiidae par Raven en 1985 puis dans les Anamidae par Opatova, Hamilton, Hedin, Montes de Oca, Král et Bond en 2020.
Dekana, Dolichosternum et Sungenia ont été placés en synonymie par Raven en 1981.

## Publication originale
- L. Koch, 1873 : Die Arachniden Australiens. Nürnberg, vol. 1, p. 369-472 (texte intégral).